# Keitheatus
Keitheatus là một chi bọ cánh cứng trong họ Chrysomelidae.
Chi này được miêu tả khoa học năm 1965 bởi Wilcox.

## Các loài
Các loài trong chi này gồm:
- Keitheatus blakeae (White, 1944)
- Keitheatus histrio (Horn, 1895)